# Цудзии, Сатоми
Сато́ми Цудзи́и (яп. 辻井 里美) — японская кёрлингистка.

## Достижения
- Тихоокеанско-азиатский чемпионат по кёрлингу: золото (2002, 2003)).
- Зимние Азиатские игры: золото (2003).
- Чемпионат Японии по кёрлингу среди женщин: золото (2003), серебро (2002).

## Команды
| Сезон   | Четвёртый   | Третий         | Второй        | Первый          | Запасной                                     | Турниры                                             |
| ------- | ----------- | -------------- | ------------- | --------------- | -------------------------------------------- | --------------------------------------------------- |
| 2001—02 | Синобу Аота | Юкари Окадзаки | Эрико Минатоя | Котоми Исидзаки | Сатоми Цудзии                                | ЧЯЖ 2002                                            |
| 2002—03 | Синобу Аота | Юкари Окадзаки | Эрико Минатоя | Котоми Исидзаки | Сатоми Цудзии тренер: Schun-Ichi Fujita (ЧМ) | ТАЧ 2002 · ЗАИ 2003 · ЧЯЖ 2003 · ЧМ 2003 (10 место) |

(скипы выделены полужирным шрифтом)